# Carl Schenk
Carl Wilhelm Traugott Schenk (* 1813 in Jena; † 14. Juli 1874 ebenda) war ein deutscher Maler und der erste niedergelassene Fotograf der Universitätsstadt Jena.

## Leben

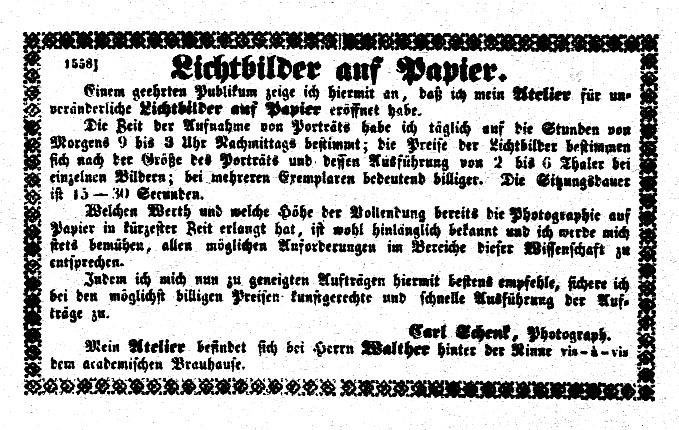
Anzeige Schenks über die Eröffnung seines Fotoateliers 1853

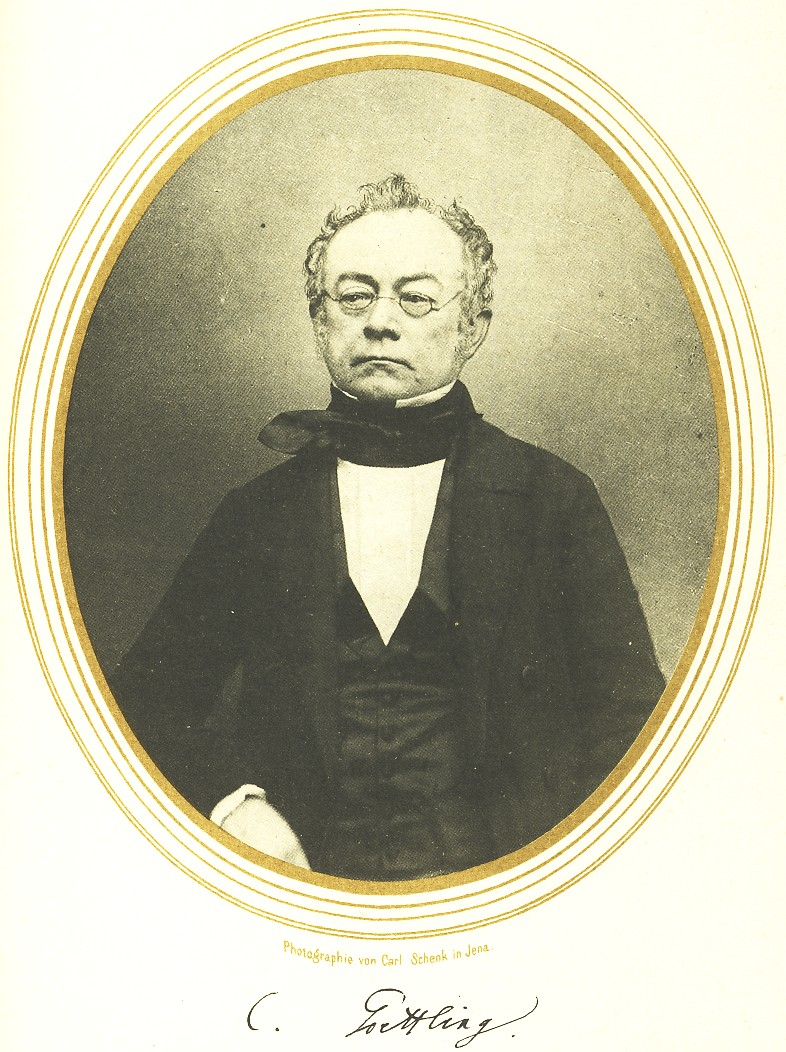
Karl Wilhelm Göttling auf einer Fotografie von Carl Schenk, um 1858

Schenk wurde als jüngster Sohn des Schriftgießers Johann Justus Schenk (1772–1842) und der Ernestine Augusta, geb. Choinanus (1770–1845) in Jena geboren. Er war zunächst als Maler tätig und vertrieb noch 1852 kolorierte Ansichten von Jena. Am 7. Juni 1853 verkündete Schenk per Anzeige, dass er ein „Atelier für unveränderliche Lichtbilder auf Papier eröffnet habe“, das sich „hinter der Rinne vis-à-vis dem academischen Brauhause“ befindet. Seine Anzeige ist der früheste Beleg eines niedergelassenen Fotografen in Jena. Erste Werke waren vermutlich ausschließlich Porträtdarstellungen.
Bereits 1854 bot Schenk per Inserat neben Porträt- auch Landschaftsfotografien und Reproduktionsfotografien von Gemälden und Kunstwerken sowohl in Schwarzweiß als auch koloriert an. Schenk nahm nachweislich 1857 Lehrlinge in sein Atelier auf, darunter den späteren Fotografen Bernhard Bischoff (* 1842).
Schenks Bemühungen, Lehrer an der Universität Jena und damit akademischer Fotograf zu werden, zerschlugen sich 1855 unter anderem nach Bedenken von Karl Snell und Karl Wilhelm Göttling. Vor allem Snell bezweifelte die akademischen Fähigkeiten Schenks, der von der eigentlichen Wirkungsweise der chemischen Präparate und physikalischen Instrumente, die zur Fotografie benötigt werden, keine Kenntnis habe. Das akademische Bürgerrecht hätte für Schenk unter anderem besondere Privilegien hinsichtlich der Gerichtsbarkeit und der Besteuerung bedeutet – sowohl sein Vater als Schriftgießer als auch sein Bruder Friedrich Ernst August Schenk (1796–1859) als akademischer Zeichenlehrer hatten den Status eines akademischen Bürgers inne.
Von 1855 bis 1858 fotografierte Schenk sämtliche Mitglieder des Senats der Universität Jena sowie den Rektor Carl Alexander von Sachsen und den Universitätskurator Karl Julius Moritz Seebeck (1805–1884). Unter den Fotografierten waren Wissenschaftler wie Andreas Gottlieb Hoffmann, Karl August Hase, Leopold Immanuel Rückert, Carl Nipperdey und Heinrich Aemilius August Danz. Die insgesamt 29 Fotografien, die Schenk der Universität anlässlich ihres 300. Gründungsjubiläums 1858 überreichte, sind heute die „ältesten überlieferten Bilddokumente zur Geschichte der Fotografie in Jena“.
Schenk hielt sich im September 1857 in Gotha auf, wo er als „Meister der Photographie“ gelobt wurde: „Die Portraits gehören zu den gelungendsten, die wir sahen, sowohl in technischer als in künstlerischer Beziehung“. Andere Kritiker hoben die „Reinheit, Deutlichkeit und Treue“ der Bilder hervor, bei denen die „sonstigen Fehler der Lichtbilder, wie namentlich das Mißverhältnis der der Maschine näher gewesenen Teile fast ganz aufgehoben [sind]“.
Das erste Adressbuch der Stadt Jena aus dem Jahr 1862 nennt neben Schenk auch die Fotografen Julius Schnauß (1827–1895) und Wilhelm Müller; zeitiger berichtet Ernst Haeckels Sohn Walter in seinen Jugenderinnerungen, dass „Schenk und Schnauß […] die ersten Photographen um die Mitte der 1850er Jahre in Jena [waren]“. Bereits 1865 hatte sich die Zahl der in Jena ansässigen Fotografen auf fünf erhöht. Das Atelier Hinter der Rinne 154 bestand bis 1874. Schenk, der den Titel „Großherzoglicher Hofphotograph“ trug, verstarb am 14. Juli 1874 in Jena.